# Déforestation à Madagascar

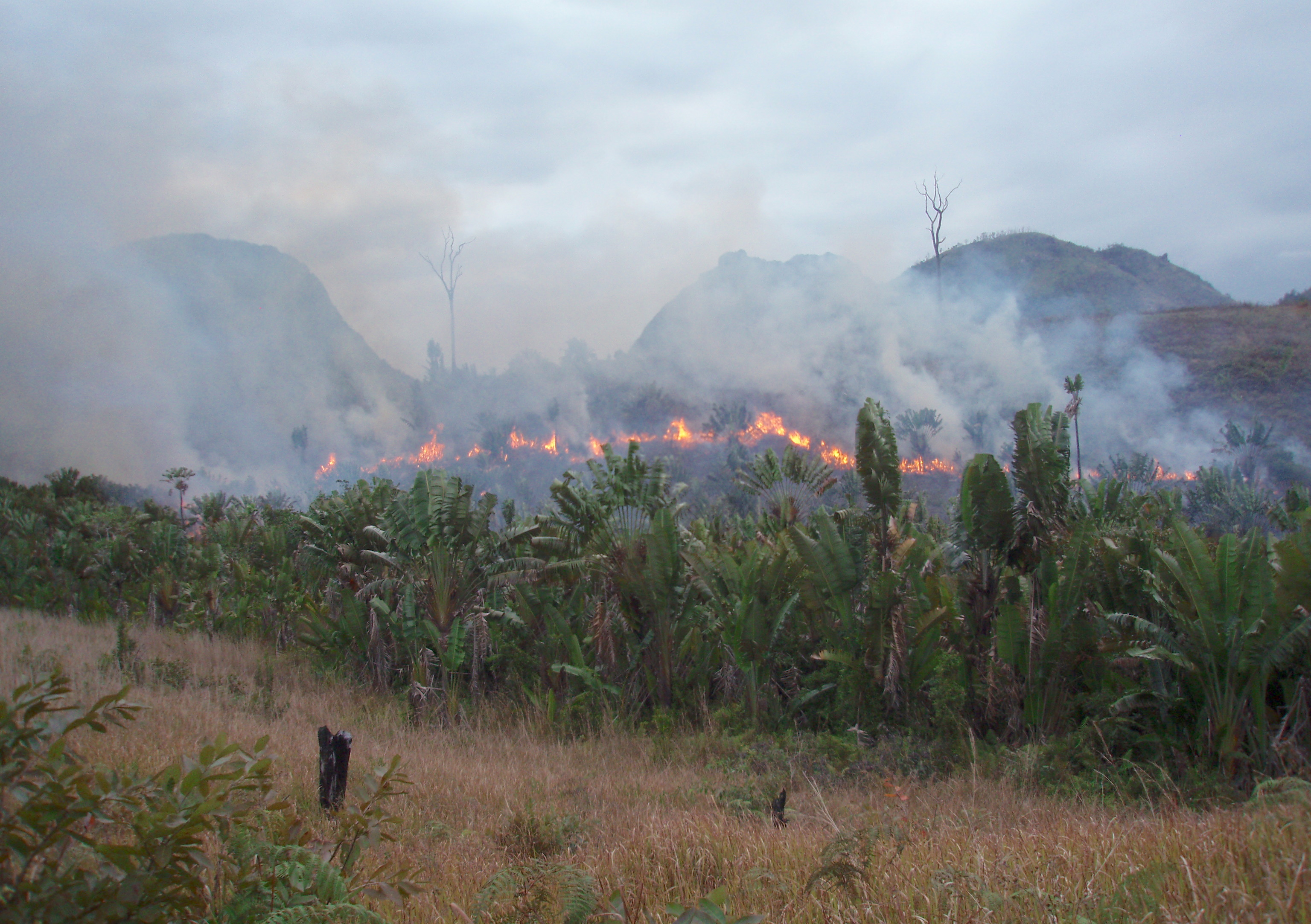
Culture sur brulis illégale dans la région de Manantenina.

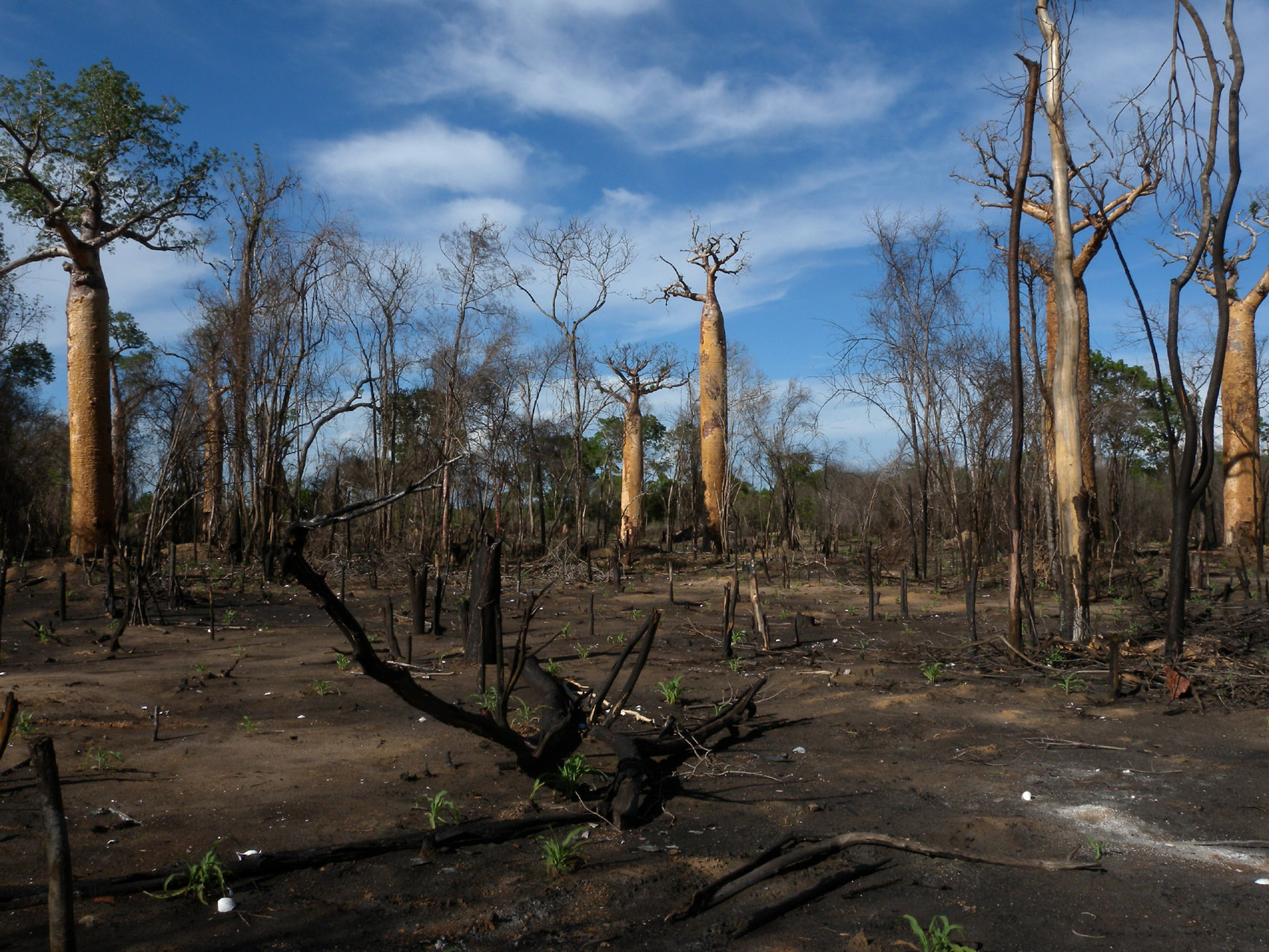
Déforestation dans la région de Morondava.

La déforestation à Madagascar est considérée comme une des plus préoccupantes du monde tropical.
En mars 2023, le territoire malgache n'est plus qu'à environ 10% recouvert de forêt, ce qui représente 5,8 millions d'hectares. Entre 50 000 et 100 000 hectares de forêts sont détruits chaque année ce qui pose d'importants problèmes d'érosion des sols et de perte de biodiversité. 75 % des espèces végétales d'origine ont disparu . Le système agraire traditionnel, la collecte de bois de charbon et le trafic de bois précieux sont mis en cause. Si le nombre d'aires protégées témoigne de la volonté d'endiguer le phénomène, le manque de moyens peine à le juguler.

## Évolution récente
L'étude combinée des cartes historiques pour la période 1953-2000 et de données recueillies entre 2001 et 2014 sur l'étendue du territoire malgache montre une diminution du couvert forestier de 44 %, dont 37 % sur la période 1973-2014. Les forêts naturelles couvrent 8,9 millions d'hectares en 2014, avec un taux de déforestation de 1,1 % par an entre 2010 et 2014, soit une perte annuelle de 99 000 hectares.

## Causes

### Transformation en terres agricoles:tavyet feux de forêts

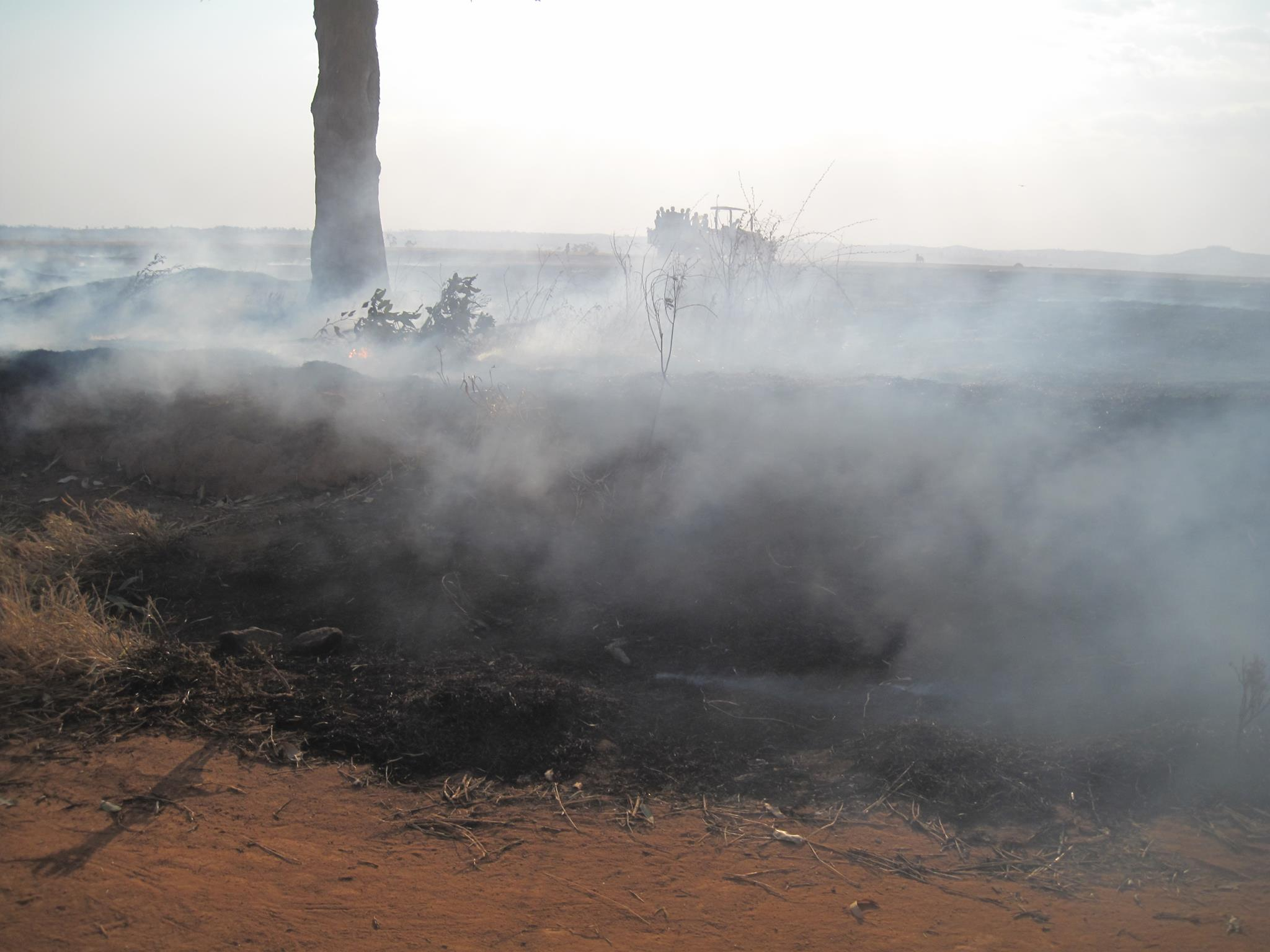
Feu de brousse ou tavy dans la région de Bongolava.

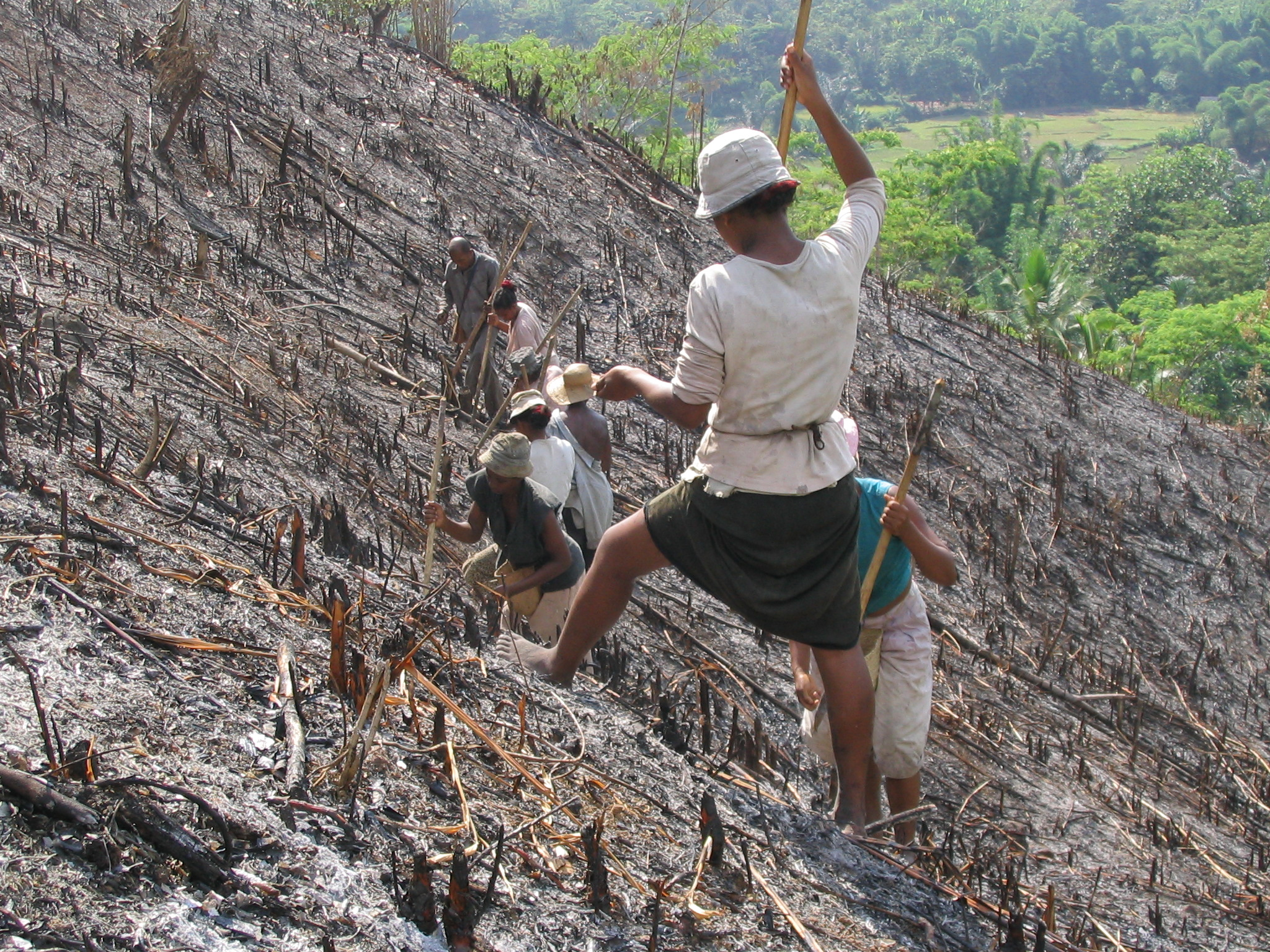
Malgaches plantant du riz sur des collines brûlées (tavy) près du parc national de Marojejy.

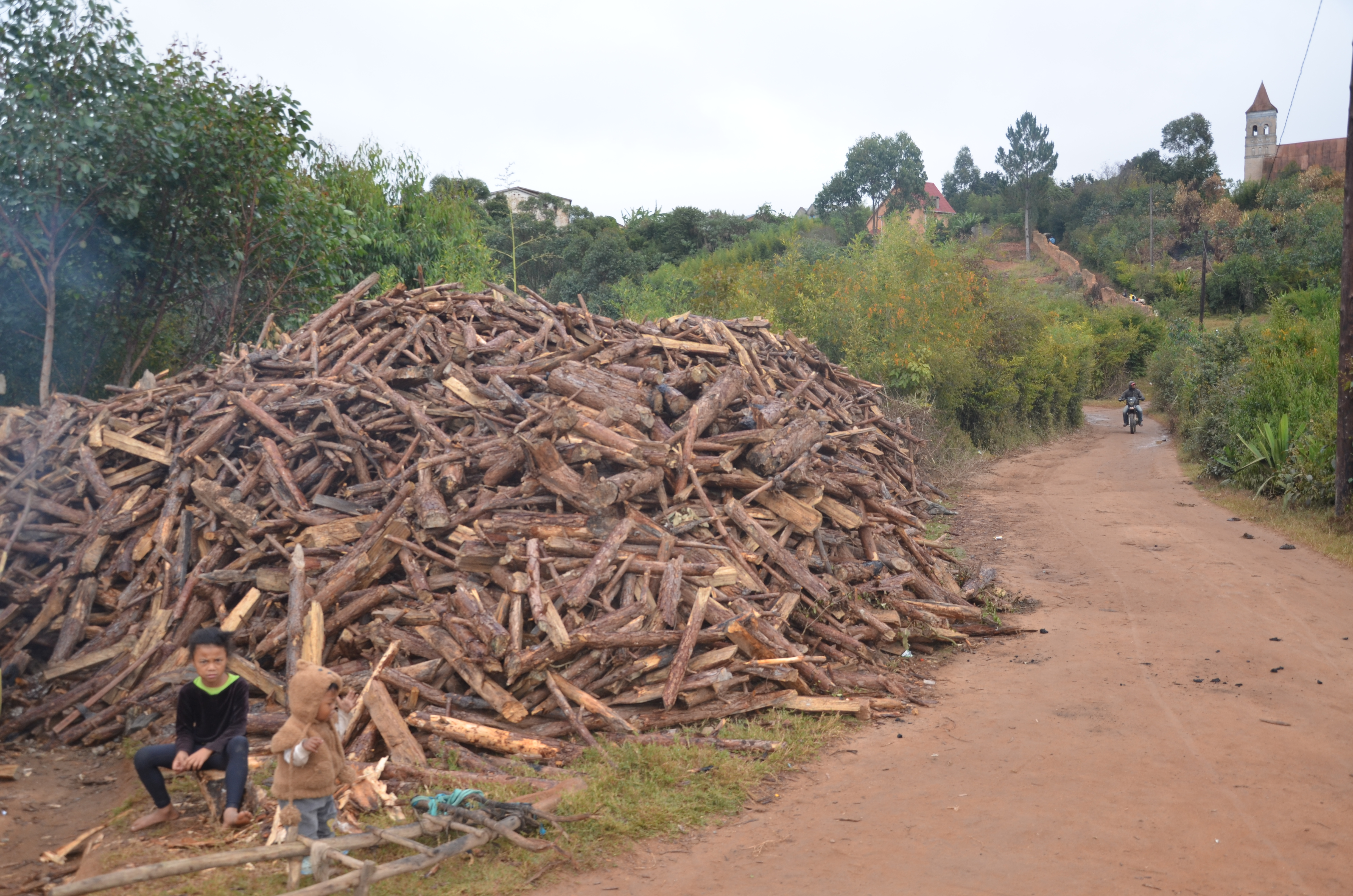
Le bois et le charbon de bois constituent la seule source d’énergie et la deuxième source des revenus des ménages dans les zones rurales de Madagascar.

Le tavy est une forme de technique culturale encore largement pratiquée sur la côte ouest de Madagascar. Au sens strict, c'est la culture du riz pluvial et sans labour, sur défriche-brûlis de forêt humide, répandue sur la côte orientale de Madagascar. Disséminés dans les massifs forestiers, les tavy offrent une plus grande résistance que les rizières irriguées, ce qui explique la longévité de cette pratique. Il importe de ne pas le confondre avec d'autres formes de défrichement qui utilisent le feu pour ouvrir l'espace forestier de manière définitive. Le tavy recoupe en réalité une diversité de pratiques, renvoyant aussi bien à l'essartage suivi du brûlis, d'une phase culturale brève et de la mise en jachère arborée, qu'à l'établissement d'une série de cultures après une mise à feu et avec une jachère optionnelle.

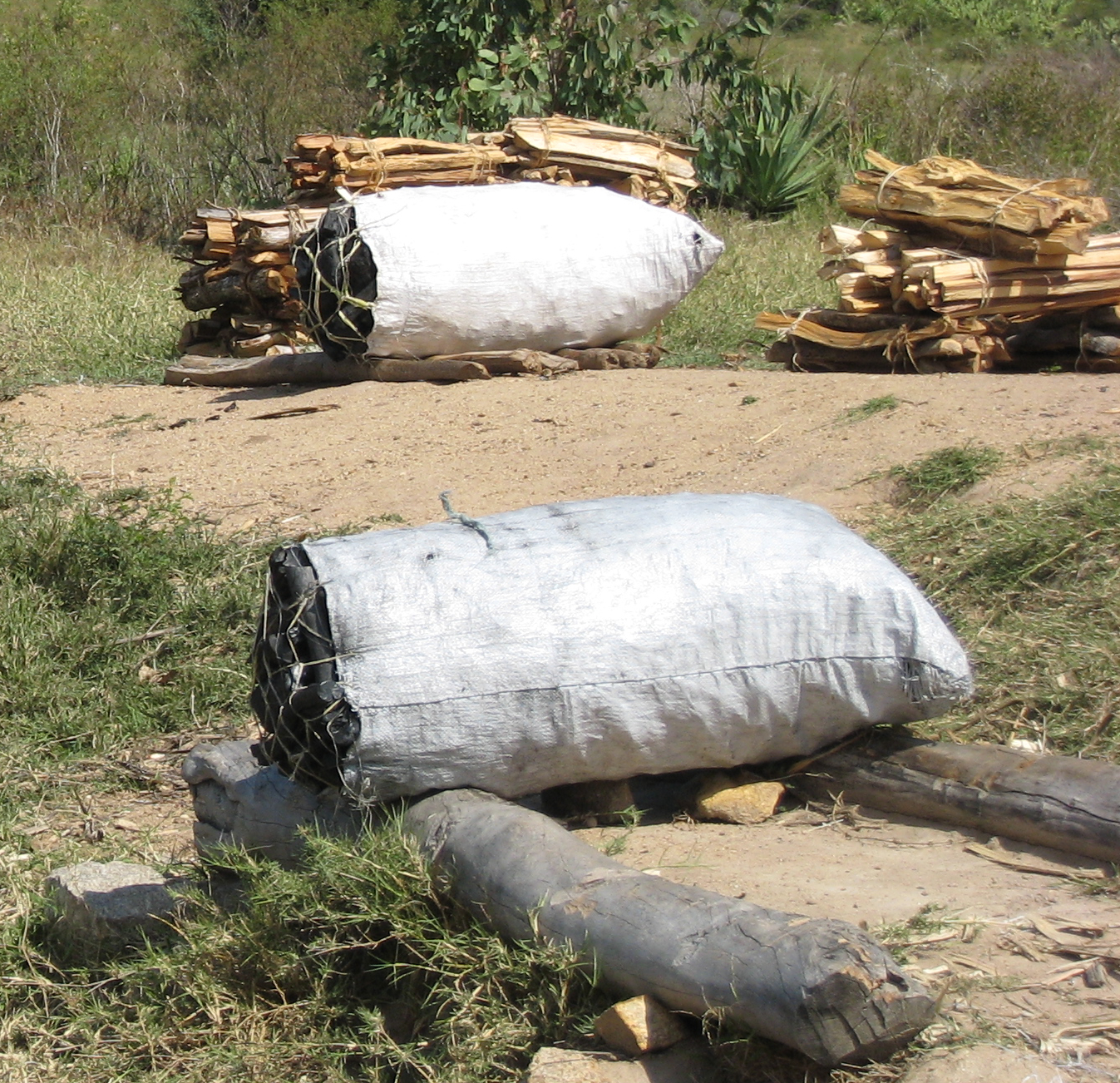
Vente de charbon de bois et de bois de chauffage le long de la route menant à la réserve privée de Berenty, dans le sud de Madagascar.

La pauvreté et la collecte de bois de charbon sont des facteurs aggravants de ce phénomène. La problématique essentielle est l'irréversibilité de la déforestation, constatée sur les friches mises en culture puis abandonnées à cause de la baisse progressive des rendements.
Le tavy, ou hatsake, est considéré depuis l'époque coloniale comme étant l'une des causes majeures de la déforestation. Cependant, la disparition du versant occidental de la forêt de Manjakandriana s'explique par l'exploitation industrielle du bois pendant la première moitié du XXe siècle.

### Trafic de bois précieux
Depuis au moins les années 2000, le bois de rose malgache (Dalbergia maritima), et l'ébène malgache sont intensément exploités dans l'île. À partir de 2010, leur commercialisation devient interdite, en accord avec les conventions internationales dont la CITES, des stocks énormes de bois ont alors été bloqués dans les ports malgaches. Malgré tout leur exploitation continue, sur fond de corruption et d'instabilité politique.

## Protection de l'environnement
Dès le début du XXe siècle, des mesures politiques ont été menées pour lutter contre la dégradation des écosystèmes forestiers, même si la réglementation des tavy s'est avérée impuissante à mettre fin aux exploitations clandestines. Une impulsion nouvelle est donnée à la politique forestière sous la deuxième présidence de Didier Ratsiraka (en 1997-2002). Elle est marquée par la volonté d'étendre la surface des aires protégées. Au milieu des années 2000, les résultats de cette réforme sont encore limités, d'une part en raison du manque de formation, d'organisation et de moyens ; d'autre part en raison de la priorité donnée à la répression des contrevenants sur la coopération avec les populations locales. La rénovation législative repose au contraire sur un transfert de gestion aux riverains, qui commence timidement à être appliqué en 2006.
Un programme de conservation des forêts sur une zone de 500 000 hectares a été mis en place par le WWF, et une campagne de reboisement a été lancée en 2014.

### Engagement d'artistes et de chanteurs
L'engagement des artistes contre la déforestation est aussi particulièrement important. Des artistes tels que Olga del Madagascar, Razia Said, Mily Clement et Rossy ont mis l'accent sur leur engagement pro-nature.